# Маррі Банністер Віллард
Маррі Банністер, у шлюбі Віллард (18 вересня 1841 — 7 липня 1912) — американська редакторка, активістка тверезості та педагогиня зі штату Нью-Йорк. Засновниця Американської домашньої школи для дівчат у Берліні. Працювала редакторкою «Post and Mail» (Іллінойс, Чикаго) та «Union Signal» (Жіноче християнське товариство тверезості).

## Життєпис
Народилася у Ферфілді, штат Нью-Йорк, 18 вересня 1841 року в родині преподобного методиста і вченого Генріха Банністера та Люсі Кімбол Банністер. Дитинство та рання юність пройшли в Семінарії Казеновії. Коли їй було 15, сім'я переїхала в Еванстон, штат Іллінойс, де батько став професором івриту в Біблійному інституті Гарретта, західній теологічній школі методистської церкви.
З відзнакою закінчила Північно-Західний жіночий коледж в Еванстоні у 18 років.  
Через рік після навчання поїхала до штату Теннесі вчителювати, але педагогічну кар'єру перервала американською громадянською війною. 3 липня 1862 року взяла шлюб з Олівером А. Віллардом (Churchville, Нью-Йорк, 1835), який у 1861 закінчив біблійний інститут Гарретта. Поїхала з чоловіком до його першого пастирства в Едґертоні, штат Вісконсін. У наступному переїхала до Денвера, штат Колорадо, де чоловік заснував методистську церкву і став старшиною у 27 років. Народила сина та доньку і у 1864 повернулася з родиною в Еванстон, де за кілька років звели будинок. Народила ще одного сина та доньку.
У 1872 році чоловік Банністер зв'язався з редакцією «Вечірньої пошти», після чого став керуючим редактором «Post and Mail» та президентом Фонду поштового зв'язку. Хоча Мері Банністер була талановитою письменницею, в ті роки вона мало писала, крім домашнього навчання з чоловіком. Чоловік раптово помер в будинку Палмер, Чикаго, 17 березня 1878 року після триденної хвороби.

## Діяльність
Смерть чоловіка залишила Маррі Банністер-Віллард відповідальність за ведення його паперів і «Post and Mail», яку вона взяла на себе за сприяння братової Френсіс Віллард. Фінансовий тягар виявився надто важким, і невдовзі Віллард взяла на себе редакцію нової газети «Union Signal» Жіночого християнського товариства тверезості Іллінойсу. Кілька років успішної роботи в якості редакторки дали Віллард проявити здібності редакторки, борчині за тверезість, організаторки і спікерки. «Сигнал» під її керівництвом швидко прийшов на фронт, і за відгуками, жоден інший журнал у США редагувався краще.
У 1881 році Меррі Банністер здійснила першу подорож до Європи. Через кілька років після успішного редагування «Сигналу» її здоров'я погіршилося, і з двома доньками вона провела рік у Берліні. Восени 1886 року Банністер-Віллард відкрила тут Американську домашню школи для дівчат. У роки проживання в Європі вона служила представницею реформи тотальної тверезості.

### Атрибуція
- Ця стаття містить текст з публікації, що зараз в суспільному надбанні: J. Moses & J. Kirkland's History of Chicago, Illinois (1895)
- Ця стаття містить текст з публікації, що зараз в суспільному надбанні: F. E. Willard's Woman and Temperance: Or, The Work and Workers of the Woman's Christian Temperance Union (1888) в
- Ця стаття містить текст з публікації, що зараз в суспільному надбанні: F. E. Willard's A Woman of the Century: Fourteen Hundred-seventy Biographical Sketches Accompanied by Portraits of Leading American Women in All Walks of Life (1893)